# 水星冰川
71°34′S 68°14′W / 71.567°S 68.233°W
水星冰川（英語：Mercury Glacier）是南極洲的冰川，位於亞歷山大一世島東岸，長9公里、寬4公里，最終在韋塔比特崖和基斯唐崖之間注入喬治六世海峽，在1935年11月23日由美國探險家發現。